# Джон Леттс (тенісист)
Джон Леттс (англ. John Letts; нар. 11 травня 1964) — колишній американський тенісист.
Найвищу одиночну позицію світового рейтингу — 244 місце досяг 13 червня 1988, парну — 69 місце — 20 жовтня 1986 року.
Здобув 1 парний титул.
Найвищим досягненням на турнірах Великого шолома був чвертьфінал в парному розряді.

## Фінали турнірів ATP за кар'єру

### Парний розряд: 4 (1–3)
| Легенда                         |
| ------------------------------- |
| Турніри Великого шлема (0–0)    |
| Фінали Світового туру ATP (0–0) |
| Серія ATP Мастерс 1000 (0–0)    |
| Серія ATP 500 (0–0)             |
| Серія ATP 250 (1–3)             |

| Фінали за покриттям |
| ------------------- |
| Тверде (1–3)        |
| Ґрунт (0–0)         |
| Трава (0–0)         |
| Килим (0–0)         |

| Фінали за типом корту |
| --------------------- |
| Відкритий корт (1–3)  |
| Закритий корт (0–0)   |

| Результат | В-П | Дата     | Турнір                     | Рівень        | Покриття | Партнер           | Суперники                   | Рахунок       |
| --------- | --- | -------- | -------------------------- | ------------- | -------- | ----------------- | --------------------------- | ------------- |
| Перемога  | 1–0 | Жов 1986 | Тель-Авів, Ізраїль         | Гран-прі      | Тверде   | Петер Лундгрен    | Крісто Стейн Дані Віссер    | 6–3, 3–6, 6–3 |
| Поразка   | 1–1 | Січ 1989 | Окленд, Нова Зеландія      | Гран-прі      | Тверде   | Брюс Ман-Сон-Хінґ | Стів Гай Мацуока Сюдзо      | 6–7, 6–7      |
| Поразка   | 1–2 | Кві 1989 | Seoul Open, Південна Корея | Гран-прі      | Тверде   | Брюс Ман-Сон-Хінґ | Скотт Девіс Пол Векеса      | 2–6, 4–6      |
| Поразка   | 1–3 | Січ 1991 | Веллінгтон, Нова Зеландія  | Світова серія | Тверде   | Жайме Онсінс      | Луїс Маттар Ніколас Перейра | 6–4, 6–7, 2–6 |

## Фінали ATP Челленджер і ITF Ф'ючерс

### Парний розряд: 3 (2–1)
| Легенда              |
| -------------------- |
| ATP Челленджер (2–1) |
| ITF Ф'ючерс (0–0)    |

| Фінали за покриттям |
| ------------------- |
| Тверде (2–0)        |
| Ґрунт (0–1)         |
| Трава (0–0)         |
| Килим (0–0)         |

| Результат | В-П | Дата     | Турнір              | Рівень     | Покриття | Партнер           | Суперники                     | Рахунок       |
| --------- | --- | -------- | ------------------- | ---------- | -------- | ----------------- | ----------------------------- | ------------- |
| Перемога  | 1–0 | Кві 1989 | Нагоя, Японія       | Челленджер | Тверде   | Брюс Ман-Сон-Хінґ | Рамеш Крішнан Джонатан Кантер | 7–5, 4–6, 6–0 |
| Перемога  | 2–0 | Жов 1990 | Сінгапур, Сінгапур  | Челленджер | Тверде   | Стів Гай          | Марк Кейл Кент Кіннієр        | 6–1, 7–5      |
| Поразка   | 2–1 | Лют 1991 | Сан-Паулу, Бразилія | Челленджер | Ґрунт    | Том Мерсер        | Генрік Гольм Нільс Гольм      | 7–5, 4–6, 4–6 |

## Часовий графік результатів
| W | Ф | ПФ | ЧФ | #Р | КТ | К# | DNQ | A | NH |

### Парний розряд
| Турніри Великого шлему                 |     |     |     |     |     |     |     |     |        |      |     |
| Відкритий чемпіонат Австралії з тенісу | ЧФ  |     | 2р  | 1р  | 2р  |     |     |     | 0 / 4  | 5–4  | 56% |
| Відкритий чемпіонат Франції з тенісу   |     |     |     |     | 1р  |     |     |     | 0 / 1  | 0–1  | 0%  |
| Вімблдонський турнір                   |     |     | 1р  | К2р | 2р  |     |     |     | 0 / 2  | 1–2  | 33% |
| Відкритий чемпіонат США з тенісу       |     | 1р  | 2р  |     | 1р  |     |     |     | 0 / 3  | 1–3  | 25% |
| В-П                                    | 3–1 | 0–1 | 2–3 | 0–1 | 2–4 | 0–0 | 0–0 | 0–0 | 0 / 10 | 7–10 | 41% |
| Тур ATP Мастерс 1000                   |     |     |     |     |     |     |     |     |        |      |     |
| Відкритий чемпіонат Маямі з тенісу     |     |     | 1р  | 1р  | 2р  |     |     |     | 0 / 3  | 1–3  | 25% |
| Рим                                    |     |     |     |     | 1р  |     |     |     | 0 / 1  | 0–1  | 0%  |
| Мастерс Канада                         |     | 1р  | 1р  |     | 1р  |     |     | К2р | 0 / 3  | 0–3  | 0%  |
| Мастерс Цинциннаті                     |     |     |     |     |     | 1р  |     | К1р | 0 / 1  | 0–1  | 0%  |
| В-П                                    | 0–0 | 0–1 | 0–2 | 0–1 | 1–3 | 0–1 | 0–0 | 0–0 | 0 / 8  | 1–8  | 11% |